# السياسة البيئية في كندا
تتباين السياسة البيئية في كندا في ظل مختلف الحكومات المنتخبة. بشكل عام، استثمرت جميع الحكومات في مشاريع تنقية الهواء والماء. ومع ذلك، يعتمد جزء كبير من الاقتصاد الكندي على استخراج الموارد، الأمر الذي قاد مختلف الحكومات إلى الوصول لحلول وسطى بشأن الإجراءات المتخذة لمكافحة تغير المناخ الناتج عن ظاهرة الاحتباس الحراري. تُوزع مسؤولية الموارد الطبيعية والبيئة بموجب دستور كندا بين الولايات القضائية والسياسات التي تختلف في مناطق كندا المختلفة.

## حكومة هاربر (2006-2015)
شغل ستيفن هاربر منصب رئيس وزراء كندا منذ عام 2006 وحتى عام 2015، في ظل حكومتين من الأقليات حتى عام 2011 عندما فاز حزب المحافظين الكندي بالأغلبية في الانتخابات الفيدرالية الكندية لعام 2011. خلال فترة ستيفن هاربر، انخفضت انبعاثات الغازات الدفيئة في كندا من 749 إلى 726 (مليون طنًا) من ثاني أكسيد الكربون المكافئ (CO2 eq). زادت انبعاثات الغازات الدفيئة في كندا في المقابل، خلال الفترة الممتدة بين عامي 1993 و2006، في ظل مختلف الحكومات الليبرالية من 600 إلى 749 (مليون طنًا) من ثاني أكسيد الكربون المكافئ (CO2 eq).
حصلت حكومة هاربر على الفضل في التخفيض البالغ قدره 23 مليون طنًا من مجمل انبعاث الغازات الدفيئة، في حين ادعى بعض النقاد أن حكومة هاربر كانت تعمل بشكل سري ضد التدابير الرامية إلى الحد من تغير المناخ والاحتباس الحراري.

### التمويل

#### النقل العام
استثمرت إدارة هاربر في عام 2006 أكثر من خمسة مليارات دولارًا في مشاريع النقل العام في كندا. قدمت الحكومة الفيدرالية في عام 2006، 697 مليون دولارًا إلى توسع مترو أنفاق محطة جامعة يورك في شارع سبادينا. استثمر وزير المالية السابق جيم فلاهيرتي في سبتمبر من عام 2013 مساهمة فيدرالية قدرها 660 مليون دولارًا في توسع مترو الأنفاق في قمة منحدرات سكاربورو.

#### تمويل الإدارات
أجرت الحكومة تخفيضات كبيرة في مصائد الأسماك والمحيطات في كندا أيضًا، بما في ذلك استثمار 100 مليون دولارًا للعمل المتعلق بالدفاع عن حماية الماء، بالإضافة إلى إجرائها لتخفيضات بنسبة 10 % في الإنفاق والتوظيف في إدارة البيئة الكندية.

#### مجموعات البحوث البيئية
قطع المحافظون التمويل عن المائدة الوطنية المستديرة للبيئة والاقتصاد (إن أر تي إي إي)، بسبب تشجيع المجموعة البحثية على فرض ضرائب الكربون. أوضح وزير الشؤون الخارجية جون بيرد موقف الحكومة: «لماذا يجب على دافعي الضرائب أن يدفعوا على أكثر من 10 تقارير تروج لضريبة الكربون، وهو أمر رفضه شعب كندا مرارًا وتكرارًا؟»

#### تمويل الولايات
تعهدت الحكومة السابقة بتمويل العديد من المقاطعات بما في ذلك أونتاريو وكيبك. تعهد كلود بيتشارد، وزير البيئة في كيبك، بتشجيع حكومة المحافظين على الاستمرار في تمويل مبلغ 328 مليون دولارًا، وهو المبلغ الذي خُصّص مسبقًا للمقاطعة. خصصت الحكومة 1.5 مليار دولارًا لدعم مشاريع المقاطعات، بما في ذلك 328 مليون دولارًا التي تحتاجها كيبك.

### الطاقة المتجددة

#### مشروع نهر تشرشل السفلي
تعهدت الحكومة الفيدرالية في عام 2011 بضمان قرض لمشروع نهر تشرشل السفلي في لابرادور، والذي كان من المقرر الانتهاء منه في عام 2017. صوّت البرلمان الحادي والأربعون في 17 أبريل عام 2013 لصالح ضمان القرض المقدم إلى جزيرة نيوفندلاند ولابرادور لإقامة مشروع نهر تشرشل السفلي. صوت كلًا من حزب المحافظين الكندي، والحزب الليبرالي الكندي، والحزب الديمقراطي الجديد لصالح ضمان القرض. امتنعت إليزابيث ماي عضو البرلمان الوحيد في حزب الخضر الكندي، عن التصويت. صوت حزب الكتلة الكيبيكية ضد المشروع. انتهى التصويت بأغلبية 271 صوتًا مقابل خمسة أصوات. ستصل قدرة منشأتي تشرشل في جزيرة «جول» وشلالات «موسكرات» مجتمعة إلى أكثر من 3074 ميغاواطًا، بل وستكون لديهم القدرة على توفير 16.7 تيراواتًا ساعيًا من الكهرباء سنويًا، وهو ما يكفي «لخفض انبعاثات غازات الاحتباس الحراري بما يعادل إزالة 3.2 مليون مركبة خارج الطريق كل عام».

### التغطية الإعلامية لتغير المناخ
وفقًا لوثيقة البيئة الكندية التي نشرتها جريدة مونتريال في مارس 2010، "خُففت التغطية الإعلامية لعلوم تغير المناخ التي تُعتبر أكثر قضايانا أهمية، بنسبة تبلغ أكثر من 80%» منذ عام 2007. اتُهمت الحكومة الكندية «بتكميم» علماءها، لأن الصحفيين كانوا بحاجة إلى تقديم طلب إلى المسؤولين الحكوميين قبل السماح لهم بمقابلة العلماء.

### الموقف من اتفاقية كيوتو
يُعد موقف الحكومة من اتفاقية كيوتو الذي أقرت فيه الحكومة الفيدرالية «البروتوكول» في أواخر تسعينيات القرن العشرين، إحدى السياسات البارزة التي التزمت بها منذ وصولها إلى السلطة. انتقدت حكومة المحافظين الاتفاقية بسبب تأثيرها السلبي على البيئة، بينما لم تقدم نتائج ملموسة فيما يتعلق بتخفيض انبعاثات الغازات الدفيئة، واقترحت سياسة جديدة قوبلت بانتقادات من مختلف المنظمات البيئية وأحزاب المعارضة.
انتقد هاربر وحكومة المحافظين اتفاقية كيوتو المتعلقة بتدابير مكافحة ظاهرة الاحتباس الحراري، قائلين إن الاقتصاد سيصاب بالشلل إذا ما اضطرت كندا للالتزام بالجدول الزمني المُخصص لاتفاقية خفض انبعاثات الغازات الدفيئة. كتب هاربر في عام 2002 رسالة إلى أعضاء حزب التحالف الكندي السابق، ذكر فيها أن الوفاق هو «مؤامرة اشتراكية»، وعلق في اجتماع مع دول الكومنولث الأخرى في أوغندا على أن اتفاقية كيوتو كانت خطـًا يجب ألا يتكرر. وذكر أيضًا أن الاتفاق «يركز على ثاني أكسيد الكربون، الذي يُعتبر أمرًا ضروريًا للحياة، وليس على الملوثات». واعتبر هاربر أن الأهداف التي تنفذها كندا لتحقيق أهدافها لم تكن واقعية، وانتقد لاحقًا الاتفاقية التي لم تحدد أي أهداف ليعمل أكبر ملوثو العالم على الوصول إليها. اقترح هاربر خطة «صُنع في كندا»، التي من شأنها أن تركز الجهود على الحد من تلوث الضباب الدخاني الصادر عن المركبات. ذكر المحافظون في تقرير نشرته شبكة التلفزيون الأرضية الكندية الناطقة بالإنجليزية (سي تي في) في أكتوبر، أن اتفاقية كيوتو ستكون منهجًا وليس خطةً. بينما ذكر مرارًا وتكرارًا عدم إمكانية تحقيق الأهداف قبل الجدول الزمني؛ بالإضافة إلى ذلك، ذكر جون بيرد في 17 مارس من عام 2007 عدم امتلاك الحكومة أي نية للتخلي عن اتفاقية كيوتو. حظي موقف المحافظين بدعم خمسة خبراء اقتصاديين مستقلين، بمن فيهم دون دراموند كبير الاقتصاديين في بنك تورنتو دومينيون، الذي استشارته الأحزاب السياسية من جميع الولايات، إذ قال دراموند إن «التكلفة الاقتصادية [لتطبيق اتفاقية كيوتو] ستكون على الأقل كبيرة مثل الركود الذي حصل في أوائل ثمانينيات القرن العشرين»، متفقًا في ذلك مع نتائج دراسة جمعها قسم البيئة.
قدم أعضاء المعارضة بقيادة النائب الليبرالي بابلو رودريغيز، مشروع القانون «سي - 288» الذي يجبر الحكومة على احترام تدابير اتفاقية كيوتو، بل وأجبرها على تقديم تدابيرها في غضون 60 يومًا. أقر مشروع القانون القراءة الثالثة في 14 فبراير عام 2007، 161-113. ناشد المحافظون رئيس مجلس النواب بيتر ميليكين لإبطال مشروع القانون، مشيرين إلى أنه يجبرهم على إنفاق أموال ضد إرادته، ولكن رُفضت مناشدتهم. أعلن هاربر أنه سيحترم مشروع قانون المعارضة على الرغم من انتقاده باعتباره قانونًا فارغًا دون أي خطط عمل وعدم إعطائه سلطةً للإنفاق، بالإضافة إلى  تهديدات الحكومة السابقة بعدم احترامها لهذا القانون. رفض كبير الاقتصاديين في بنك تورنتو دومينيون دون دراموند مشروع القانون «سي - 288» باعتباره قانون غير عملي. أخبر بيرد لجنة البيئة في مجلس الشيوخ الكندي في 19 أبريل من عام 2007، أن احترام اتفاقية كيوتو سيكون له تأثيرًا سلبيًا على الاقتصاد، مُشيرًا إلى أن كندا ستعود إلى حالة ركود مماثلة لأوائل ثمانينيات القرن العشرين، بينما ارتفعت أسعار الغاز والغاز الطبيعي على الرغم من تقرير الأمم المتحدة الذي قلل من نسبة التأثير.